# أسوس آر أو جي آلاي
أسوس آر أو جي آلاي (بالإنجليزية: Asus ROG Ally) هو جهاز حاسوب ألعاب محمول باليَّد [الإنجليزية] طُوِّرَ وصُنِّع بواسطة شركة أسوس، تحت علامتها التجاريَّة آر أو جي ‏.

## تاريخ
أُعلن عن الجهاز لأوَّل مرَّة في 1 أبريل 2023، ولكنَّ لم يُصَّدق الإعلان؛ لأنَّ الشركة تقوم على إطلاق أخبار كاذبة للاحتفال بـ«كذبة أبريل» في نفس اليوم.
قُرِّر أن يبدأ شحن الجهاز رسميًّا في يونيو 2023 وبسعر 699٫99 دولار أمريكي (مع الإعلان عن الأسعار المحليَّة الأُخرى والتوافر بشكل منفصل). بحسب شركة أسوس، فإنَّ إصدار الجهاز إلى الهند لأوَّل مرَّة في 12 يوليو 2023، وعندئذٍ يُعرض في متاجر أسوس إكسكلوزف وأسوس إيه شوب وفليبكارت. وصرَّحت الشركة أيضًا أنَّها ستستضيف عرضًا حصريًّا لبيعها سريعًا على فليبكارت في 7 يوليو.

## العتاد

### وحدة المُعالجة المركزيَّة
المُعالج الأساسي للجهاز هو من سلسلة إيه إم دي رايزن زد 1 (بالإنجليزية: AMD Ryzen Z1 Series). النُسخة الأُولى تأتي بِمُعالج إيه إم دي رايزن زد 1 والأُخرى بِمُعالج إيه إم دي رايزن زد 1 إكستريم.

### الشَّاشة
يأتي الجهاز بشاشة داعمة للمس من نوع شاشة عرض البلورة السائلة (LCD)، بمقاس 7 بوصات، والتي تدعم دقة تصل إلى 1080 بكسل عند 120 هرتز.

### المنافذ
على الجهاز، توجد منافذ عديدة، وهي يو إس بي سي 3.2 جيل 2 وموصل الصوت 3.5 مم وفتحة خاصَّة لبطاقة مايكرو إس دي.

## البرمجيَّات
نظام التشغيل الأساسي للجهاز هو «ويندوز 11 هوم» المُدمج مع آرموري كريت إس إي (بالإنجليزية: Armory Crate SE)، وهي أداة برمجيَّة طوَّرتها أسوس. تحتوي الأداة على بعض الميزات، لكنَّها تختلف عن أنظمة التشغيل الموَّجهة للألعاب. وهي مُجرَّد أداة مساعدة موجودة لنظام التشغيل مايكروسوفت ويندوز.

## النَّقد والاستقبال
صرح توني بولانكو من تومز غايد [الإنجليزية] بأنَّه «قويّ ولكنه غير مُتكامل»، وصفه بأنه متكامل من ناحية لشاشة العرض وبيئة العمل ولكنه انتقد الأداء وعمر البطارية.

## انظُر أيضًا
- أسوس
- ستيم ديك

## وصلات خارجيَّة
- الموقع الرسمي